# Clementina del Belgio
Clementina del Belgio (nome completo Clémentine Albertine Marie Léopoldine de Saxe-Cobourg-Gotha) (Laeken, 30 luglio 1872 – Nizza, 8 marzo 1955) nata principessa del Belgio, divenne membro della Famiglia Bonaparte per matrimonio.

## Biografia

### Infanzia

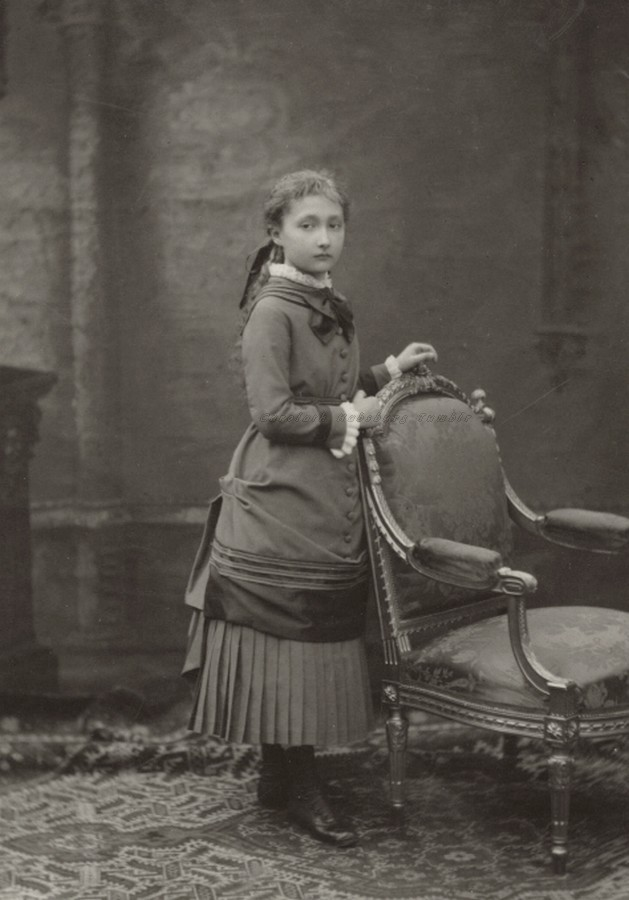
Clementina del Belgio in tenera età

Clementina era la figlia cadetta del re Leopoldo II del Belgio (1835-1909) e della regina Maria Enrichetta d'Asburgo-Lorena (1836-1902).
I suoi nonni paterni erano il re Leopoldo I del Belgio e la regina Luisa d'Orléans; quelli materni erano il conte palatino d'Ungheria Giuseppe Antonio Giovanni d'Asburgo-Lorena e la duchessa Maria Dorotea di Württemberg.
Clementina venne educata dalla madre, che aveva, secondo quanto riferito, un temperamento difficile e trascorrendo un'infanzia solitaria nel castello di Laeken. Tuttavia, una volta che raggiunse la maggiore età, le fu concesso dal padre di viaggiare senza l'approvazione di sua madre. Più tardi scrisse, ringraziando il padre, dicendo: "Grazie a te, caro papà, sono stata in grado di trovare la felicità." Tuttavia, la felice opportunità di viaggiare liberamente venne meno quando la madre di Clementina morì nel 1902 e quest'ultima fu obbligata ad assumere le funzioni di una First Lady presso la Corte di Bruxelles.

### Grandi amori
In tutta la sua vita, Clementina ebbe tre grandi amori:
- il primo fu suo cugino Baldovino, che era erede al trono del Belgio e anche suo fidanzato[2], ma egli morì improvvisamente nel 1891, stroncato da una polmonite;
- il secondo fu il barone Auguste Goffinet, un membro della corte belga. Il matrimonio con il barone sarebbe stato impossibile in quanto non era di sangue reale;
- il terzo fu il principe Napoleone Vittorio Bonaparte, che era diventato erede dell'impero napoleonico, dopo la morte di suo cugino Napoleone Eugenio, principe Imperiale, figlio dell'ex imperatrice Eugenia.

### Matrimonio

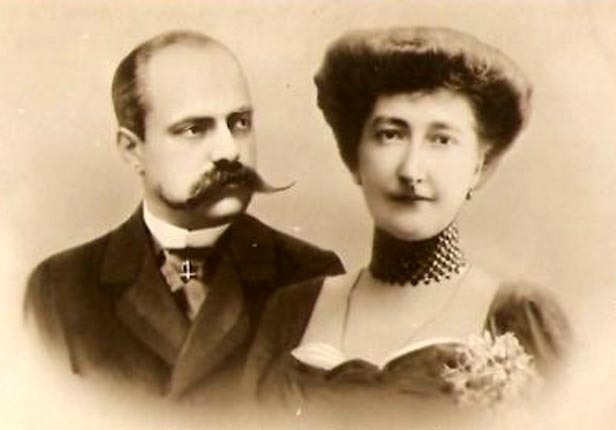
Clementina e Napoleone Vittorio Bonaparte

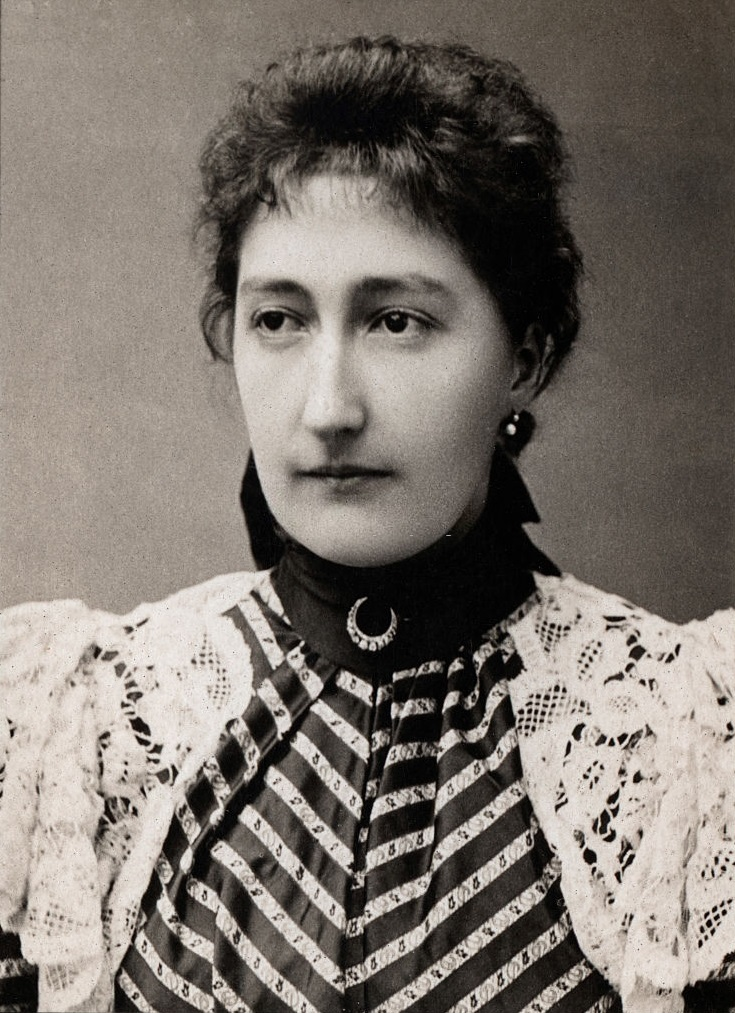
Clementina del Belgio

Clementina incontrò per la prima volta il Principe Bonaparte nel 1888 quando visitò Palazzo Bonaparte. In seguito avrebbe confidato a una delle sue sorelle che era attratta da lui. Napoleone Vittorio era figlio del principe Gerolamo Bonaparte e della principessa Maria Clotilde di Savoia, ed era nipote quindi del re Vittorio Emanuele II di Savoia.
Leopoldo II del Belgio, però, si oppose a queste nozze, al fine di non compromettere le relazioni tra il Belgio e la Repubblica francese. Solo il 14 novembre del 1910, dopo la morte del padre e in accordo con il nuovo re, il cugino Alberto I, Clementina poté sposare il Principe Bonaparte in Italia a Moncalieri. 

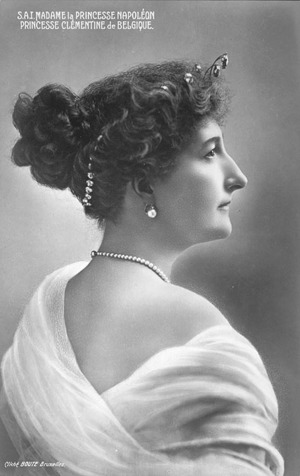
La principessa Clementina

La coppia dopo le nozze si stabilì a Bruxelles, perché la Repubblica francese non autorizzò il pretendente al trono a vivere in Francia.
Clementina e il principe Vittorio furono una coppia molto unita e il loro matrimonio fu allietato dalla nascita di due figli.
Durante gli anni della prima guerra mondiale, con l'occupazione del Belgio da parte delle truppe tedesche, essi si rifugiarono in Inghilterra, presso l'imperatrice Eugenia vedova di Napoleone III. Qui portarono il loro aiuto con numerose opere di carità soprattutto in favore dei soldati.

### Morte
Il principe Vittorio Napoleone morì il 3 maggio 1926 e il figlio Luigi Napoleone gli succedette come Capo della Famiglia Imperiale.
Dopo la fine della seconda guerra mondiale Clementina abitò prevalentemente in Francia dove a partire dal 1950 con l'abrogazione dell'esilio, poté risiedere anche il figlio.
In occasione del suo ottantesimo compleanno la Principessa ricevette la Legion d'Onore francese.
Morì l'8 marzo 1955, a Nizza, ed è sepolta nella cappella imperiale di Ajaccio accanto all'amatissimo marito.

## Discendenza

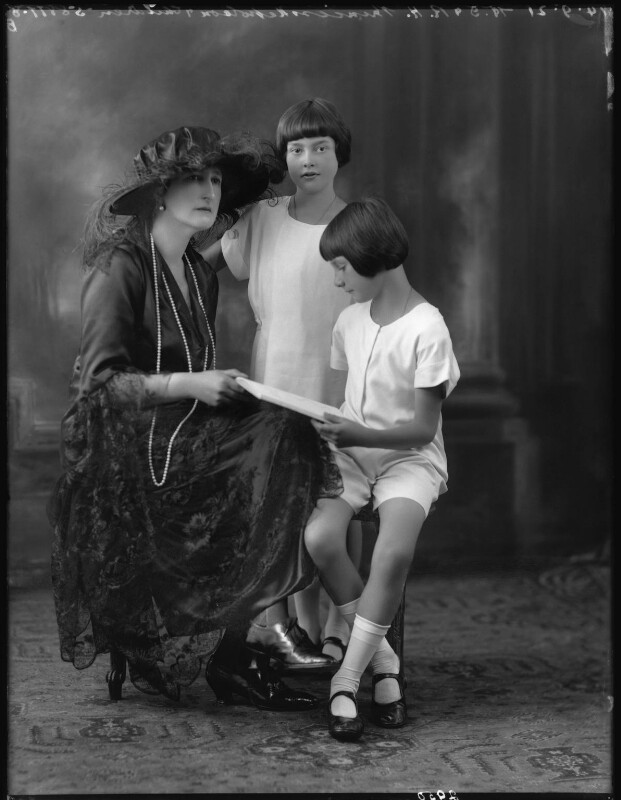
La principessa Clementina fotografata con i figli

Clementina e Napoleone Vittorio Bonaparte ebbero due figli:
- Maria Clotilde Eugenia Alberta Letizia Genoveffa (20 marzo 1912-14 aprile 1996); sposò il conte Serge de Witt ed ebbero figli.
- Luigi Girolamo Vittorio Napoleone (23 gennaio 1914-3 maggio 1997); sposò Alix de Foresta ed ebbero figli.

## Ascendenza
|                                            |                              |                                             | Genitori                                   |  |  | Nonni |  |  | Bisnonni                                        |  |  | Trisnonni                                     |  |
|                                            |                              |                                             |                                            |  |  |       |  |  | Francesco Federico di Sassonia-Coburgo-Saalfeld |  |  | Ernesto Federico di Sassonia-Coburgo-Saalfeld |  |
|                                            |                              |                                             |                                            |  |  |       |  |  | Francesco Federico di Sassonia-Coburgo-Saalfeld |  |  | Ernesto Federico di Sassonia-Coburgo-Saalfeld |  |
|                                            |                              | Sofia Antonia di Brunswick-Wolfenbüttel     |                                            |  |  |       |  |  | Francesco Federico di Sassonia-Coburgo-Saalfeld |  |  |                                               |  |
| Leopoldo I del Belgio                      |                              |                                             |                                            |  |  |       |  |  | Francesco Federico di Sassonia-Coburgo-Saalfeld |  |  |                                               |  |
|                                            |                              | Augusta di Reuss-Ebersdorf                  | Carolina Ernestina di Erbach-Schönberg     |  |  |       |  |  |                                                 |  |  |                                               |  |
|                                            |                              | Augusta di Reuss-Ebersdorf                  | Carolina Ernestina di Erbach-Schönberg     |  |  |       |  |  |                                                 |  |  |                                               |  |
|                                            |                              | Augusta di Reuss-Ebersdorf                  | Enrico XXIV di Reuss-Ebersdorf             |  |  |       |  |  |                                                 |  |  |                                               |  |
| Leopoldo II del Belgio                     |                              | Augusta di Reuss-Ebersdorf                  |                                            |  |  |       |  |  |                                                 |  |  |                                               |  |
|                                            |                              | Luigi Filippo di Francia                    | Luigi Filippo II di Borbone-Orléans        |  |  |       |  |  |                                                 |  |  |                                               |  |
|                                            |                              | Luigi Filippo di Francia                    | Luigi Filippo II di Borbone-Orléans        |  |  |       |  |  |                                                 |  |  |                                               |  |
|                                            |                              | Luigi Filippo di Francia                    | Luisa Maria Adelaide di Borbone-Penthièvre |  |  |       |  |  |                                                 |  |  |                                               |  |
| Luisa d'Orléans                            |                              | Luigi Filippo di Francia                    |                                            |  |  |       |  |  |                                                 |  |  |                                               |  |
|                                            |                              | Maria Amalia di Borbone-Due Sicilie         | Ferdinando I delle Due Sicilie             |  |  |       |  |  |                                                 |  |  |                                               |  |
|                                            |                              | Maria Amalia di Borbone-Due Sicilie         | Ferdinando I delle Due Sicilie             |  |  |       |  |  |                                                 |  |  |                                               |  |
|                                            |                              | Maria Amalia di Borbone-Due Sicilie         | Maria Carolina d'Asburgo-Lorena            |  |  |       |  |  |                                                 |  |  |                                               |  |
| Clementina del Belgio                      |                              | Maria Amalia di Borbone-Due Sicilie         |                                            |  |  |       |  |  |                                                 |  |  |                                               |  |
|                                            | Leopoldo II d'Asburgo-Lorena | Francesco I di Lorena                       |                                            |  |  |       |  |  |                                                 |  |  |                                               |  |
|                                            | Leopoldo II d'Asburgo-Lorena | Francesco I di Lorena                       |                                            |  |  |       |  |  |                                                 |  |  |                                               |  |
|                                            | Leopoldo II d'Asburgo-Lorena | Maria Teresa d'Austria                      |                                            |  |  |       |  |  |                                                 |  |  |                                               |  |
| Giuseppe Antonio Giovanni d'Asburgo-Lorena | Leopoldo II d'Asburgo-Lorena |                                             |                                            |  |  |       |  |  |                                                 |  |  |                                               |  |
|                                            |                              | Maria Luisa di Borbone-Spagna (1745-1792)   | Carlo III di Spagna                        |  |  |       |  |  |                                                 |  |  |                                               |  |
|                                            |                              | Maria Luisa di Borbone-Spagna (1745-1792)   | Carlo III di Spagna                        |  |  |       |  |  |                                                 |  |  |                                               |  |
|                                            |                              | Maria Luisa di Borbone-Spagna (1745-1792)   | Maria Amalia di Sassonia                   |  |  |       |  |  |                                                 |  |  |                                               |  |
| Maria Enrichetta d'Asburgo-Lorena          |                              | Maria Luisa di Borbone-Spagna (1745-1792)   |                                            |  |  |       |  |  |                                                 |  |  |                                               |  |
|                                            |                              | Ludovico Federico Alessandro di Württemberg | Federico II Eugenio di Württemberg         |  |  |       |  |  |                                                 |  |  |                                               |  |
|                                            |                              | Ludovico Federico Alessandro di Württemberg | Federico II Eugenio di Württemberg         |  |  |       |  |  |                                                 |  |  |                                               |  |
|                                            |                              | Ludovico Federico Alessandro di Württemberg | Federica Dorotea di Brandeburgo-Schwedt    |  |  |       |  |  |                                                 |  |  |                                               |  |
| Maria Dorotea di Württemberg               |                              | Ludovico Federico Alessandro di Württemberg |                                            |  |  |       |  |  |                                                 |  |  |                                               |  |
|                                            |                              | Enrichetta di Nassau-Weilburg (1780-1857)   | Carlo Cristiano di Nassau-Weilburg         |  |  |       |  |  |                                                 |  |  |                                               |  |
|                                            |                              | Enrichetta di Nassau-Weilburg (1780-1857)   | Carlo Cristiano di Nassau-Weilburg         |  |  |       |  |  |                                                 |  |  |                                               |  |
|                                            |                              | Enrichetta di Nassau-Weilburg (1780-1857)   | Carolina d'Orange-Nassau                   |  |  |       |  |  |                                                 |  |  |                                               |  |
|                                            |                              | Enrichetta di Nassau-Weilburg (1780-1857)   |                                            |  |  |       |  |  |                                                 |  |  |                                               |  |